# Félix de Mérode
Philippe Félix Balthazar Otho Ghislain graaf de Merode, bekend als Félix de Mérode (Maastricht, 13 april 1791 - Brussel, 7 februari 1857), was een Belgisch politicus en schrijver, lid van het Voorlopig Bewind en van het Belgisch Nationaal Congres.

## Familie
De Merode was een van de oudste adellijke families in de Zuidelijke Nederlanden en Duitsland. In 1473 had Jan van Merode bevestiging van een titel van baron of 'Freiherr' verkregen van keizer Frederik III. Na verschillende andere bevestigingen, volgde de verheffing tot graaf voor Philippe de Merode door de aartshertogen Albrecht en Isabella in 1617. Andere grafelijke titels volgden ten voordele van verschillende familieleden. In 1709 werd Jean-Philippe, graaf van Merode en markies van Westerloo door de koning van Spanje verheven tot grandezza d'Espagña van Eerste Klasse.
Al deze titels verdwenen bij de Franse Revolutie. Willem de Merode aanvaardde in 1809 de titel van comte de l'Empire (graaf). In 1823 werden de adellijke status en titels van de Merodes onder het Verenigd Koninkrijk der Nederlanden opnieuw erkend.
Graaf Willem de Merode, markies van Westerloo en prins van Rubempré en Everberg (1762-1830) was getrouwd met gravin Marie-Josèphe d'Ongnies de Mastaing (1760-1842). Hij was onder het Franse keizerrijk burgemeester van Brussel en lid van de Senaat. Hij was voordien kamerheer geweest van de koning van Pruisen en van de keizer van Oostenrijk. Onder het Verenigd Koninkrijk der Nederlanden was hij grootmaarschalk aan het Hof van Willem I.
Het echtpaar kreeg vier zoons en een dochter.  De oudste was Henri de Merode (1782-1847). Felix was de tweede zoon. Na hem volgden Frédéric de Merode (1792-1830) die tijdens de slag bij Berchem sneuvelde tijdens gevechten met het regeringsleger, en Werner de Merode (1797-1840), lid van het Nationaal Congres.

## Levensloop
Felix de Merode bracht zijn vroegste kinderjaren door in Duitsland, samen met zijn ouders die voor de Franse inval gevlucht waren. Het gezin kwam pas in 1800, onder het Consulaat, weer naar de Zuidelijke Nederlanden.
In 1809, na middelbare studies in Parijs, amper achttien, trouwde Felix met Rosalie de Grammont (1793-1823), dochter van markies de Grammont en nichtje van markies de la Fayette. In september 1831 trad hij een tweede maal in het huwelijk met Philippine de Grammont (1800-1847), zus van zijn eerste vrouw. Hij kreeg vijf kinderen uit het eerste huwelijk, onder wie Werner de Merode (1816-1905) die voor nakomelingen zorgde en Frederic de Merode (1820-1871) die aartsbisschop werd en prelaat in de Romeinse Curie. Een dochter uit het tweede huwelijk werd religieuze.
Vanaf zijn huwelijk en tot 1830 verbleef Merode meestal in Frankrijk, in Villersexel (Haute-Saône) en Trélon (Nord), waar de familie Grammont domeinen bezat. Tijdens dit langdurige verblijf op het platteland, ondernam hij grondige studies van politieke, godsdienstige en sociale kwesties die zijn tijd beroerden. Hij bekende zich stilaan tot de aanhangers van Lamennais, die de synthese wilden maken tussen het katholieke geloof en de democratische verworvenheden van de revolutie. Hij begon de vrucht van zijn overwegingen in brochures kenbaar te maken. Louis de Potter, die hij tijdens zijn gevangenschap ging bezoeken, beschreef hem als un catholique très libéral et indépendant d'opinion.
Hij was in Brussel de nalatenschap van zijn vader aan het vereffenen, toen de eerste onlusten in augustus 1830 uitbraken. Op 25 augustus begaf hij zich met andere notabelen naar het stadhuis om er over de oprichting van een ordehandhavende Burgerwacht te beslissen. Hij werd ook nauw betrokken bij het opstellen van aan koning Willem I gerichte adressen en maakte zelfs deel uit van een delegatie van vijf notabelen die zo een adres persoonlijk in Den Haag ging overhandigen.

## De Belgische revolutie

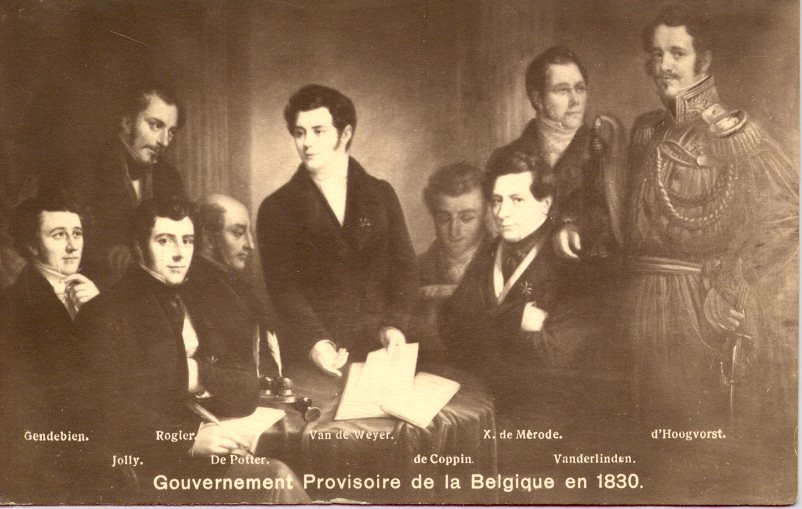
Van links naar rechts: Gendebien, Jolly, Rogier, De Potter, Van de Weyer, De Coppin, Félix de Mérode, Van der Linden, Van der Linden d'Hooghvorst.

Toen hij begin september 1830 weer in Brussel was, werd hij lid van de pas opgerichte Commission de sûreté publique. Hij ondersteunde de revolutie door aanzienlijke bedragen voor te schieten om arbeiders aan het werk te houden en aldus verder oproer te verhinderen. Het hielp niet want op 20 september maakten opstandelingen korte metten met de 'Commission de sûreté publique' die ze uit het stadhuis verdreven en met de Burgerwacht die ze ontwapenden. De Merode was hierdoor ontmoedigd en trok zich terug bij zijn moeder in het  kasteel van Rixensart en vervolgens in een eigendom die hij bezat in Solre-sur-Sambre. Toen hij de berichten ontving over de septemberdagen en het verder zetten van de revolutie kwam hij naar Brussel terug en op 26 september werd hij lid van het Voorlopig Bewind.
Zijn medewerking, als lid van een illustere familie, straalde gunstig af op de revolutie en dit werd nog versterkt toen zijn broer Frédéric, als opstandeling sneuvelde op 4 november en als een held werd vereerd.
Binnen het Voorlopig Bewind won De Merode het pleit om alle beslissingen door het te verkiezen Nationaal Congres te laten nemen en niet, zoals Louis de Potter het wilde, ze door het Voorlopig Bewind te laten opleggen. De Potter verweet hem zijn inerte modérantisme (gematigdheid). Op 27 oktober werd Felix de Merode door de arrondissementen Brussel, Maastricht en Mechelen verkozen voor het Nationaal Congres en hij opteerde voor Maastricht. Zijn broer Werner werd verkozen door het arrondissement Zinnik.
Tegelijk lid van het Voorlopig Bewind en van het Nationaal Congres, oefende Merode uiteraard heel wat invloed uit. Hij stemde de onafhankelijkheidsverklaring (de aanvaarding gebeurde unaniem) en hij stemde voor de eeuwigdurende uitsluiting van de Nassaus. Toen een koning diende te worden verkozen, opteerde hij aanvankelijk voor Otto van Beieren, maar toen dit niet haalbaar bleek, stemde hij met de meerderheid voor de hertog van Nemours. Hij was lid van de delegatie die deze verkiezing aan koning Lodewijk Filips I van Frankrijk ging meedelen en terugkwam met de boodschap van diens weigering. Door zijn deelname aan de delegatie drukte Merode meteen de geruchten de kop in dat hij wel zelf graag koning wilde worden.
Toen moest er een regent worden verkozen. Surlet de Chokier, voorzitter van het Nationaal Congres haalde het met 108 stemmen, tegen 43 voor Merode en 5 voor Etienne de Gerlache. De stemmen voor De Merode kwamen hoofdzakelijk uit de overtuigd katholieke middens. De tien priesters die aan de stemming deelnamen, stemden allen voor hem. Ofwel wisten ze niet, ofwel speelde het geen rol dat hij kort voordien in een vrijmetselaarsloge was ingewijd. Anderzijds was deze inwijding geen reden voor het toch niet onbelangrijk aantal vrijmetselaars onder de Congresleden om voor hem te stemmen. Maar ook Charles Rogier en Paul Devaux, antiklerikaal maar geen vrijmetselaar, brachten hun stem op hem uit. De groepen waren niet eenduidig afgelijnd en persoonlijke relaties speelden een rol.
Na deze verkiezing nam het Voorlopig Bewind ontslag en Surlet benoemde een eerste regering. De zoektocht naar een definitief staatshoofd werd hernomen. De Merode trok met Léon de Foere, Charles Hippolyte Vilain XIIII en Henri de Brouckère naar Londen om er met de nieuwe beoogde kandidaat Leopold van Saksen Coburg en met de vertegenwoordigers van de Mogendheden te gaan overleggen. Toen begin juni Leopold werd verkozen, behoorde De Merode opnieuw tot de delegatie die hem de kroon ging aanbieden. Meteen moest nog het Verdrag der XVIII Artikelen worden goedgekeurd en Merode kwam bij herhaling ten gunste hiervan tussen in het Congres, ook al betekende dit het verlies van heel wat grondgebied, in het bijzonder Maastricht dat hij vertegenwoordigde. Na de goedkeuring trok hij opnieuw naar Londen met de delegatie die Leopold ging informeren en hem ging uitnodigen om zonder verder uitstel naar België te komen.

## Belgisch koninkrijk
De verkiezingen in oktober 1831 stuurden drie broers De Merode naar het eerste Belgische parlement: Henri naar de Senaat, Félix en Werner naar de Kamer. Felix bleef volksvertegenwoordiger tot aan zijn dood. Hij was er dan ook bij toen in 1839 het voor België strenge Verdrag der XXIV Artikelen moest worden gestemd.
Op 12 november 1831 werd hij lid (zonder portefeuille) van de regering-De Mûelenaere waarin hij van 15 maart tot 20 mei minister van Oorlog was. Als minister diende hij voor het parlement het wetsontwerp in voor de oprichting van de Leopoldsorde. Op 9 augustus 1832 was hij in Compiègne aanwezig bij het huwelijk van Leopold I met prinses Louise-Marie van Orléans en hij fungeerde als getuige voor Leopold. Hij werd ook nog minister zonder portefeuille in de overwegend liberale regering-Lebeau, waarin hij interim minister van Buitenlandse Zaken was van 27 december 1833 tot 4 augustus 1834. In de regering-De Theux de Meylandt I (1834-1839) was hij tot in 1839 minister zonder portefeuille en gedurende een paar weken interim minister van Financiën.
Toen in 1838 Willem I eindelijk besliste het Verdrag der XXIV Artikelen te aanvaarden, brak grote herrie los in België. Men was immers gewoon geraakt aan de grenzen die in 1830 waren ontstaan en men rekende er op dat deze toestand zou bestendigd blijven. De Merode nam het voortouw van diegenen die niets van gebiedsafstand wilden weten en omwille van zijn internationale bekendheid maakte dit uiteraard indruk op de Mogendheden, die echter bij het vroeger ingenomen standpunt bleven. De Merode liet de Franse koning bewerken door zijn schoonzoon, graaf Charles de Montalembert, maar de koning bleef solidair met de andere mogendheden. Hij trok toen zelf naar Parijs in de hoop de koning van mening te doen veranderen, maar ook dit was vergeefs.
Om niet betrokken te zijn bij de beslissing die de regering nu onvermijdelijk moest nemen, nam hij op 18 februari 1839 ontslag.
Zoals 42 andere volksvertegenwoordigers, onder wie zijn broer Werner, stemde Felix de Merode tegen de goedkeuring van het regeringsontwerp dat zich bij het Verdrag der XXIV Artikelen neerlegde. Dit maakte hem eens te meer enorm populair.
Voortaan bleef De Merode alleen nog volksvertegenwoordiger, functie waarin hij vaak de stellingen van het progressieve landsbestuur, naar de principes van Lamennais, verdedigde. Over het algemeen was hij een zeer actief vertegenwoordiger, die vele malen per jaar het woord nam tijdens de openbare zittingen van de Kamer.
In 1839 trok hij zich terug in het privéleven, maar vanaf 1842 bevorderde hij samen met de Duitse graaf Theophil von Hompesch een Belgische poging tot kolonisatie in Guatemala, wat echter in een fiasco uitmondde.
Na zijn dood werd hem een staatsbegrafenis voorbehouden, waarna hij in de begraafplaats van de familie De Merode in Rixensart werd bijgezet.

## Nakomelingen
Enkele van de talrijke nakomelingen zijn:
- Werner de Merode (1816-1905), Frans senator, trouwde met zijn nicht gravin Thérèse de Merode (1823-1901)
  - Hermann de Merode (1853-1924), trouwde met Amélie de la Rochefoucauld
    - Felix de Merode (1882-1943) werd prins in 1930, voorzitter van de Vereniging van de Belgische adel, trouwde met Renée de Clermont-Tonnerre (1885-1957)
    - Xavier de Merode (1910-1980), burgemeester van Lanaken, trouwde met Elisabeth Alvar de Biaudos de Castéja (1914-1994)
      - Charles-Guillaume de Merode (°1940), internationaal ambtenaar, trouwde met prinses Hedwige de Ligne de la Trémoïlle (°1943)
        - Emmanuel de Merode (°1970), conservator van het natuurpark Virunga in Congo, getrouwd met Louise Leaky.
- Anne de Merode (1818-1904) trouwde met graaf Charles de Montalembert (1810-1870), Franse pair, lid van de Académie française
- François-Xavier de Mérode (1820-1874,) aartsbisschop van Mytilene, minister van defensie van de Heilige-Stoel.

## Katholiek en vrijmetselaar
Dat De Merode een trouwe en overtuigde katholiek was, lijdt geen twijfel. Ook al ging hij niet akkoord met sommige zienswijzen of beslissingen van Rome, hij legde er zich bij neer. De vroomheid binnen het gezin werd onder meer duidelijk in de weg die zijn kinderen volgden: de jongste dochter werd religieuze, zijn zoon Xavier werd priester en aartsbisschop en werd een naaste medewerker van paus Pius IX, een dochter trouwde met graaf Charles de Montalembert, een van de grote katholieke voormannen in Frankrijk.
Hij bleef natuurlijk een aanhanger van Lamennais en dit betekende dat hij bij herhaling de kerkverantwoordelijken, met inbegrip van de paus, er op wees dat de Kerk zich moest aanpassen aan de nieuwe post-revolutionaire wereld, waar ook vele katholieken zich meer en meer goed bij vonden en waar de vrijheid van godsdienst, van onderwijs, van meningsuiting, ook aan de Kerk voordelen bood.
Dit belette niet dat De Merode, toen hij in 1830 besliste permanent in zijn geboorteland te willen blijven, waar hij voordien nauwelijks had gewoond, op zoek ging naar nieuwe relaties en vrienden. Hij dacht waarschijnlijk die ook te kunnen vinden in de vrijmetselarij en er zowel liberalen als katholieken te ontmoeten die de principes van het unionisme in het vaandel droegen. In november 1830 liet hij zich inwijden in de kleine Brusselse loge L'Union des Peuples (een democratische naam voor een aristocraat!). Hij verliet de loge in 1832 na de veroordeling door paus Gregorius XVI in zijn encycliek Mirari Vos van de liberale denkwijzen van Lamennais, Lacordaire en Montalembert. Hij viel echter zijn vroegere broeders niet af en hield zich volledig afzijdig van de polemieken die de volgende jaren tussen katholieken en vrijmetselaars hoog oplaaiden.

## Publicaties
- Les Jésuites, la Charte, les Ignorantins, l'enseignement mutuel, tout peut vivre, quoi qu'on en dise, 1828
- Un mot sur la conduite politique des catholiques belges, des catholiques français, 1829
- Lettre à lord Palmerston par un ancien député au Congrès belge, envoyé à Londres, en 1831, près du prince de Saxe-Cobourg, 1838